# Zentralkaspische Diktatur
Die Zentralkaspische Diktatur (russisch Диктатура Центрокаспия Diktatura Zentrokaspija) war ein kurzlebiger Staat auf der Halbinsel Abscheron im heutigen Aserbaidschan, der am 1. August 1918 gegründet wurde. Der Name dieses Staats ist auf die Grenzlage des eingenommenen Territoriums zum Kaspischen Meer zurückzuführen. Die Zentralkaspische Diktatur wurde von der internationalen Staatengemeinschaft nicht anerkannt. Sie bestand bis zum 15. September desselben Jahres. Ihre Flagge bestand aus drei horizontalen Streifen in Hellblau-Rot-Hellblau.

## Entstehung
Im April 1918 wurde in Baku eine Sowjetkommune gegründet. Die Bakuer Kommune existierte aber nur wenige Wochen. Im Sommer 1918 drohte die osmanische Armee auf Baku vorzustoßen. Von den im Rat der Volksbeauftragten der Kommune vertretenen Parteien wollten der rechte Flügel der Sozialrevolutionäre, die armenisch-nationalistischen Daschnaken und die Menschewiki die im Norden Irans stationierten britischen Truppen von General Lionel Dunsterville um Hilfe rufen, die Bolschewiki lehnten das aus Loyalität zu Sowjetrussland ab. Die Bolschewiki waren jedoch in der Minderheit und wurden von den anderen Parteien überstimmt. Diese gründeten am 14. August die Zentralkaspische Diktatur. Kurz darauf rückten die von ihnen eingeladenen Briten in Baku ein.

## Britische Unterstützung
Die Zentralkaspische Diktatur wurde vom Großbritannien unterstützt. Dieses schickte ein Expeditionskorps, um die Armenier und Menschewiki zu unterstützen. Die fliehenden 26 Bakuer Kommissare der Sowjetkommune wurden von britischen Truppen in Turkmenistan gefangen genommen und durch ein Erschießungskommando exekutiert. Die Absicht der britischen Truppen, die durch Generalmajor Lionel Dunsterville geführt wurden, war es, die Ölfelder in Baku vor der osmanischen Armee des Islam, einem von Enver Pascha aufgestellten Zusammenschluss aus osmanischen Truppen, Dagestanern und Aserbaidschanern sowie vor den deutschen Truppen, die sich im benachbarten Georgien aufhielten, zu schützen und eine Konsolidierung der Bolschewiki im Kaukasus und Zentralasien zu verhindern.

## Auflösung
Unfähig, die türkischen Truppen in der Schlacht um Baku zu stoppen, ließ Dunsterville die Stadt nach sechs Wochen Belagerung am 14. September räumen und zog sich in den Iran zurück. Der Großteil der armenischen Bevölkerung floh mit den britischen Truppen. Die osmanische Armee des Islam und ihre aserbaidschanischen Alliierten, geführt von Nuri Pascha, betraten das Gebiet am 15. September und töteten aus Rache für die März-Ereignisse zwischen 10.000 und 20.000 Armenier in einem Pogrom.
Die Zentralkaspische Diktatur wurde durch die Demokratische Republik Aserbaidschan (mit der Hauptstadt Gäncä) abgelöst, welche der erste demokratische Staat in der Geschichte Aserbaidschans war.

## Belege
1. ↑  Geschichte Aserbaidschans (Memento vom 16. Juli 2011 im Internet Archive)
2. ↑  Tadeusz Swietochowski: Russian Azerbaijan, 1905–1920: The Shaping of a National Identity in a Muslim Community. Cambridge University Press, 1985, S. 138.
3. ↑  Diktatur in Aserbaidschan
4. ↑  Account of British Force in Baku (Memento vom 31. August 2007 im Internet Archive)
5. ↑  Militär in Aserbaidschan